# Markíza Krimi
Markíza Krimi este un canal de televiziune slovac, care a fost înființat la 6 iunie 2022. Markiza Krimi emite 24 de ore și se bazează pe teme polițiste și criminale, în principal prin seriale străine.

## Seriale (selecție)
- 112
- NCIS: Los Angeles
- Mentalistul
- Monk
- Cobra 11 în alertă
- Comisarul Rex
- Walker, polițist texan